# Kurecki Młyn
Kurecki Młyn (deutsch Kurkenmühle) ist ein nicht mehr offiziell genannter Ort in der polnischen Woiwodschaft Ermland-Masuren und liegt im Gebiet der Gmina Olsztynek (Stadt- und Landgemeinde Hohenstein i. Ostpr.) im Powiat Olsztyński (Kreis Allenstein).

## Geographische Lage
Kurecki Młyn liegt an der Maranse (polnisch Marózka) zwischen dem Heiligen See (polnisch Święte Jezioro) und dem Großen Kernossee (auch: Kernsee, polnisch Jezioro Kienoz Wielki) im Südwesten der Woiwodschaft Ermland-Masuren, 38 Kilometer südöstlich der einstigen Kreisstadt Osterode in Ostpreußen (polnisch Ostróda) bzw. 26 Kilometer südlich der heutigen Kreismetropole Olsztyn (deutsch Allenstein).

## Geschichte
Kurkenmühle (vor 1785 auch Kurken-Mühle) in unmittelbarer Nachbarschaft zum Dorf Kurken (polnisch Kurki) war um 1900 eine Wassermühle, von etwa 1910 bis 1930 eine Försterei und danach bis 1945 eine Waldwärterei.
Am 17. September 1877 wurde das Grundstück Kurkenmühle in die Landgemeinde Kurken im Kreis Osterode in Ostpreußen eingegliedert. Die Wassermühle war im Besitz der Familie Gerstler, in der Försterei amtierten die Förster Ziemer und Runge, bis dann Waldwärter dort Dienst taten.
Nach der Überstellung des gesamten südlichen Ostpreußen 1945 in Kriegsfolge an Polen erhielt Kunkenmühle die polnische Namensform „Kurecki Młyn“. Die heutige Waldsiedlung (polnisch Osada leśna) wird offiziell nicht mehr genannt und dürfte in Kurki (Kurken) aufgegangen sein.

## Kirche
Die kirchliche Zugehörigkeit von Kurkenmühle bzw. Kurecki Młyn entsprach vor 1945 und entspricht auch noch heute der Zugehörigkeit der Gemeinde Kurken bzw. Kurki.

## Verkehr
Kurkenmühle liegt unweit der Brücke über die Maranse (Marózka) der Landesstraße 58, die von Olsztynek (Hohenstein i. Ostpr.)  nach Szczytno (Ortelsburg) und Pisz (Johannisburg) und weiter bis nach Szczuczyn in der Woiwodschaft Masowien führt. Eine Bahnanbindung besteht nicht.